# Studios de Billancourt
Pour les articles homonymes, voir Billancourt.
Ne doit pas être confondu avec Studios de Boulogne.
Les studios du Point du Jour, dits studios de Billancourt, sont des studios de cinéma fondés par Henri Diamant-Berger en 1922 au 49 quai du Point-du-Jour à Boulogne-Billancourt, et fermés en 1994,.
Dans le plus grand boom, la superficie de toute la zone d’étude était de deux hectares.

## Historique
Henri Diamant-Berger installe ses studios dans les bâtiments cédés par le constructeur de carlingues d'avions Niepce et Fetterer, profitant de l'infrastructure laissée sur place et de l'immensité des bâtiments. Il crée ainsi le premier studio moderne français, incluant sur un même lieu restaurant, ateliers, loges. Une centrale électrique propre permet de produire des éclairages d'une puissance inégalée.
En 1926, les studios sont rachetés par Pierre Braunberger et Roger Richebé sous le nom les studios du point du jour. Après deux ans, ils font faillite et vendent à un de leurs associés Marc Lauer, un pur homme d’affaires qui va jouer un rôle déterminant. Il relance l’entreprise en 1933, la baptise « Paris Studios Cinéma », et donne une impulsion qui durera douze ans, jusqu’en 1944. Étiquette que le studio portera jusqu’à sa fin. C’est l'occasion de reconstruire en mieux et en plus grand. Une salle de quinze mètres de hauteur sous plafond est parcourue par des passerelles métalliques modulables. Grâce à Marc Lauer et les décorateurs Alexandre Trauner et Eugène Lourié, le chef opérateur Henri Alekan et un savoir-faire technique unique propulsent les studios à la première place en Europe.
À la déclaration de la Seconde Guerre mondiale, les employés sont mobilisés et les studios ferment quelques mois. En 1941, les Allemands prennent en main les studios, loués à leur propriétaire Marc Lauer par la Continental Films d'Alfred Greven. Pendant trois ans, il s'y tourne une trentaine de films français comme Premier Rendez-vous, L'Assassinat du père Noël, L'assassin habite au 21, Les Inconnus dans la maison, Le Corbeau, Les Caves du Majestic.
Après guerre, c'est aux studios de Boulogne, ouverts en 1941 à quelques kilomètres, que se tournent les principales productions cinématographiques,.
Dans les années soixante-dix, le studio a connu le plus grand succès. Les films les plus importants tels que Le Grand Bazar, Peur sur la ville, L'Animal, La Zizanie, Moonraker, L'Avare, Gwendoline, etc.
Par la suite, Paris-Studios-Cinéma s'associe avec les studios Éclair, puis en 1981 avec Vidéo Télé France. Fermés en 1992 en raison d'un incendie, ils sont détruits en 1995. À leur emplacement, Canal+ y fait édifier en 2003 par l'architecte Christian de Portzamparc son siège social (transféré en 2022 à Issy-les-Moulineaux).
En 2020, Bernard Louargant réalise le documentaire Boulogne-Billancourt : Le Temps des studios.
En 2011, Maurice Latino, créateur des studios Soundfactor, inaugure les nouveaux studios de Billancourt dans les anciens locaux de la société de doublage SOFI, rue de Vanves à Boulogne.

## Agencement intérieur

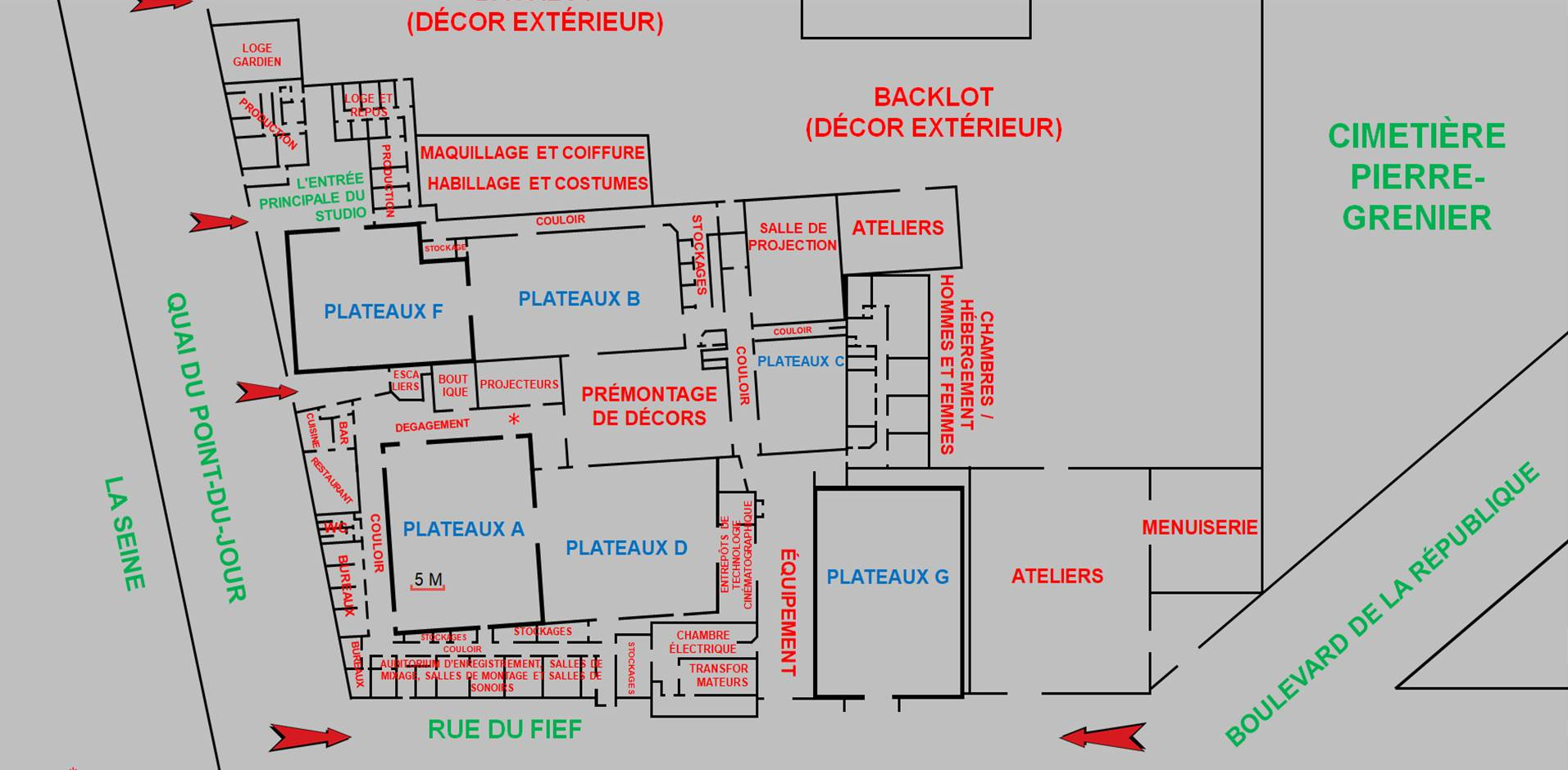
PSC de Billancourt

### Plateaux
| Plateau | Surface  | Longueur | Largeur | Hauteur | Hauteur sous passerelles | Fosse ou piscine |
| ------- | -------- | -------- | ------- | ------- | ------------------------ | ---------------- |
| A       | 500 m²   | 25 m     | 20 m    | ca 15 m | 12 m                     | (10×6 m)         |
| B       | 510 m²   | 30 m     | 17 m    | 10 m    | 7 m                      | (10×6 m)         |
| C       | 187,5 m² | 15 m     | 12,5 m  | 8 m     | 5 m                      | ❌               |
| D       | 525 m²   | 25 m     | 21 m    | 10 m    | 7 m                      | (10×6 m)         |
| E       | 240 m²   | 20 m     | 12 m    | 10 m    | N/A                      | ❌               |
| F       | 402 m²   | N/A      | N/A     | 10 m    | 7 m                      | (10×6 m)         |
| G       | 704 m²   | 35 m     | 22 m    | 18 m    | ca 15 m                  | (10×6 m)         |
| H       | N/A      | N/A      | N/A     | N/A     | N/A                      | N/A              |

### Prémontage de décors
- Surface : 345 m² (23×15 m)
- Hauteur sous plafond : ca 13 m

### Salle de projection
- Surface : 227,5 m² (13×17,5 m)
- Hauteur sous plafond : ca 8 m

### Ateliers
- Plusieurs ateliers d'une superficie totale de 1000 m²

## Principales émissions télévisées tournées dans les studios du Point du Jour[8]
- La Chasse aux trésors, Antenne 2
- Platine 45, Antenne 2
- H.I.P. H.O.P., TF1
- Avis de recherche, TF1
- Le Jeu de la vérité, TF1
- Porte-bonheur, TF1
- La Roue de la fortune, TF1
- Maguy, Antenne 2
- Système 6, TV6